# Håvard Vad Petersson
Pour les articles homonymes, voir Petersson.
Håvard Vad Petersson, né le 5 janvier 1984 à Oslo, est un curleur norvégien. 

## Palmarès

### Jeux olympiques
| Édition    | Vancouver 2010 |
| ---------- | -------------- |
| Classement | Argent         |

### Championnats du monde de curling
| Édition    | Grand Forks 2008 | Moncton 2009 | Cortina d'Ampezzo 2010 | Regina 2011 |
| ---------- | ---------------- | ------------ | ---------------------- | ----------- |
| Classement | Bronze           | Bronze       | Argent                 | 4e          |

### Championnats d'Europe
| Édition    | Füssen 2007 | Örnsköldsvik 2008 | Aberdeen 2009 | Champéry 2010 | Moscou 2011 |
| ---------- | ----------- | ----------------- | ------------- | ------------- | ----------- |
| Classement | Argent      | Argent            | Bronze        | Or            | Or          |